# Мистер Европа
Мистер Европа (итал. Mr. Europa) јесте некадашња годишња награда која се додељивала најбољем европском кошаркашу. Награду је од 1976. до 2010. године додељивао италијански недељник Супербаскет магазин. 
У конкуренцији за ово признање били су играчи који су поседовали држављанство неке европске земље, без обзира на то за који клуб су наступали. О добитнику је одлучивао жири сачињен од новинара Супербаскет магазина.

## Добитници
| Година | Добитник                  | Клуб                               |
| ------ | ------------------------- | ---------------------------------- |
| 1976.  | Пјерлуиђи Марцорати       | Канту                              |
| 1977.  | Дражен Далипагић          | Партизан                           |
| 1978.  | Дражен Далипагић (2)      | Партизан                           |
| 1979.  | Владимир Ткаченко         | Стројтел Кијев                     |
| 1980.  | Дино Менегин              | Варезе Олимпија Милано             |
| 1981.  | Драган Кићановић          | Партизан Викторија либертас Пезаро |
| 1982.  | Драган Кићановић (2)      | Викторија либертас Пезаро          |
| 1983.  | Дино Менегин (2)          | Олимпија Милано                    |
| 1984.  | Хуан Антонио Сан Епифанио | Барселона                          |
| 1985.  | Арвидас Сабонис           | Жалгирис                           |
| 1986.  | Дражен Петровић           | Цибона                             |
| 1987.  | Никос Галис               | Арис                               |
| 1988.  | Шарунас Марчуљонис        | Статиба                            |
| 1989.  | Владе Дивац               | Партизан Лос Анђелес лејкерси      |
| 1990.  | Тони Кукоч                | Сплит                              |
| 1991.  | Тони Кукоч (2)            | Сплит Тревизо                      |
| 1992.  | Тони Кукоч (3)            | Тревизо                            |
| 1993.  | Дражен Петровић (2)       | Њу Џерзи нетси                     |
| 1994.  | Александар Ђорђевић       | Олимпија Милано Фортитудо Болоња   |
| 1995.  | Александар Ђорђевић (2)   | Фортитудо Болоња                   |
| 1996.  | Тони Кукоч (4)            | Чикаго булси                       |
| 1997.  | Арвидас Сабонис (2)       | Портланд трејлблејзерси            |
| 1998.  | Предраг Даниловић         | Виртус Болоња                      |
| 1999.  | Андреа Менегин            | Варезе                             |
| 2000.  | Грегор Фучка              | Фортитудо Болоња                   |
| 2001.  | Предраг Стојаковић        | Сакраменто кингси                  |
| 2002.  | Предраг Стојаковић (2)    | Сакраменто кингси                  |
| 2003.  | Шарунас Јасикевичијус     | Барселона                          |
| 2004.  | Пау Гасол                 | Мемфис гризлиси                    |
| 2005.  | Дирк Новицки              | Далас маверикси                    |
| 2006.  | Хорхе Гарбахоса           | Малага Торонто репторси            |
| 2007.  | Димитрис Дијамантидис     | Панатинаикос                       |
| 2008.  | Рики Рубио                | Хувентуд                           |
| 2009.  | Пау Гасол (2)             | Лос Анђелес лејкерси               |
| 2010.  | Хуан Карлос Наваро        | Барселона                          |

Легенда:
|  | Члан Кошаркашке Куће славних                       |
|  | Члан ФИБА Куће славних                             |
|  | Члан и Кошаркашке Куће славних и ФИБА Куће славних |